# Championnat du Maroc de football de deuxième division 2008-2009
Le Championnat du Maroc de football D2 2008-2009 est la 53e édition du championnat du Maroc de football D2.

## Les clubs de l'édition 2008-2009
- Fath Union Sport
- Wydad de Fès
- Stade marocain
- Chabab Hoceima
- Chabab Houara
- TAS de Casablanca
- Racing de Casablanca
- CODM de Meknès
- IR Tanger
- Youssoufia Berrechid
- Union Mohammédia
- Ittihad Riadi Fkih Ben Salah
- Renaissance de Settat
- Hilal de Nador
- Union de Sidi Kacem
- Rachad Bernoussi
- Olympique Marrakech
- Wafa Wydad
- Tihad Témara

## Primes monétaires
| Classement    | Prime      |
| ------------- | ---------- |
| Champion      | 400 000 DH |
| Vice-champion | 300 000 DH |
| 3e            | 250 000 DH |
| 4e            | 200 000 DH |